# Gouverneur d'Australie-Méridionale
Le gouverneur d'Australie-Méridionale (en anglais : Governor of South Australia) est le représentant en Australie-Méridionale du roi d'Australie. Le gouverneur exerce les mêmes fonctions constitutionnelles et cérémonielles au niveau de l'État que le gouverneur général d'Australie détient au niveau fédéral. 
Selon les conventions du système de Westminster, le gouverneur agit seulement selon les avis du chef du gouvernement, le Premier ministre d'Australie-Méridionale. Néanmoins, le gouverneur dispose des pouvoirs de réserves de la Couronne et a le droit de démettre le Premier ministre.

## Liste des gouverneurs d'Australie-Méridionale
| Rang | Nom                                                                       | De                 | A                 |
| ---- | ------------------------------------------------------------------------- | ------------------ | ----------------- |
| 1    | Amiral Sir John Hindmarsh                                                 | 28 décembre 1836   | 16 juillet 1838   |
| 2    | Lieutenant-Colonel George Gawler                                          | 17 octobre 1838    | 15 mai 1841       |
| 3    | Sir George Grey                                                           | 15 mai 1841        | 25 octobre 1845   |
| 4    | Lieutenant-Colonel Frederick Holt Robe                                    | 25 octobre 1845    | 2 août 1848       |
| 5    | Sir Henry Fox Young                                                       | 2 août 1848        | 20 décembre 1854  |
| 6    | Sir Richard Groves MacDonnell                                             | 8 juin 1855        | 4 mars 1862       |
| 7    | Sir Dominick Daly                                                         | 4 mars 1862        | 19 février 1868   |
| 8    | Sir James Fergusson                                                       | 16 février 1869    | 18 avril 1873     |
| 9    | Sir Anthony Musgrave                                                      | 9 juin 1873        | 29 janvier 1877   |
| 10   | Lieutenant-General Sir William Francis Drummond Jervois                   | 2 octobre 1877     | 9 janvier 1883    |
| 11   | Sir William Cleaver Francis Robinson                                      | 19 février 1883    | 5 mars 1889       |
| 12   | Algernon Hawkins Thomond Keith-Falconer, Comte de Kintore                 | 11 avril 1889      | 10 avril 1895     |
| 13   | Sir Thomas Foxwell Buxton                                                 | 29 octobre 1895    | 29 mars 1899      |
| 14   | Hallam Tennyson, Baron Tennyson                                           | 10 avril 1899      | 17 juillet 1902   |
| 15   | Sir George Ruthven Le Hunte                                               | 1er juillet 1903   | 18 février 1909   |
| 16   | Amiral Sir Day Hort Bosanquet                                             | 18 février 1909    | 22 mars 1914      |
| 17   | Lieutenant-Colonel Sir Henry Lionel Galway                                | 18 avril 1914      | 30 avril 1920     |
| 18   | Lieutenant-Colonel Sir William Ernest George Archibald Weigall            | 9 juin 1920        | 30 mai 1922       |
| 19   | Lieutenant-Colonel Sir (Tom) George Tom Molesworth Bridges                | 4 décembre 1922    | 4 décembre 1927   |
| 20   | Général de brigade Alexander Gore Arkwright Hore-Ruthven, Comte de Gowrie | 14 mai 1928        | 26 avril 1934     |
| 21   | Général de division Winston Joseph Dugan, Baron Dugan                     | 28 juillet 1934    | 23 février 1939   |
| 22   | Malcolm Barclay-Harvey                                                    | 12 août 1939       | 26 avril 1944     |
| 23   | Général de corps d'armée Sir (Willoughby) Charles Willoughby Moke Norrie  | 19 décembre 1944   | 19 juin 1952      |
| 24   | Sir Robert Allingham George                                               | 23 février 1953    | 7 mars 1960       |
| 25   | Général de corps d'armée Sir Edric Montague Bastyan                       | 4 avril 1961       | 1er juin 1968     |
| 26   | Général de division Sir James William Harrison                            | 4 décembre 1968    | 16 septembre 1971 |
| 27   | Sir (Mark) Marcus Lawrence Elwin Oliphant                                 | 1er décembre 1971  | 30 novembre 1976  |
| 28   | Pasteur Sir Douglas Ralph Nicholls                                        | 1er décembre 1976  | 30 avril 1977     |
| 29   | Révérend Sir Keith Douglas Seaman                                         | 1er septembre 1977 | 28 mars 1982      |
| 30   | Général de corps d'armée Sir Donald Beaumont Dunstan                      | 23 avril 1982      | 5 février 1991    |
| 31   | Roma Flinders Mitchell                                                    | 6 février 1991     | 21 juillet 1996   |
| 32   | Sir Eric James Neal                                                       | 22 juillet 1996    | 3 novembre 2001   |
| 33   | Mme Marjorie Jackson-Nelson                                               | 3 novembre 2001    | 31 juillet 2007   |
| 34   | Contre-amiral Kevin John Scarce                                           | 8 août 2007        | 7 août 2014       |
| 35   | Hieu Van Le                                                               | 1er septembre 2014 | 31 août 2021      |
| 36   | Frances Adamson                                                           | 7 octobre 2021     | en fonction       |